# ناو کلاس بلکنپ
کروزر کلاس بلکنپ (به انگلیسی: Belknap-class cruiser) یک کلاس از کشتی است که طول آن ۵۴۷ فوت (۱۶۷ متر) می‌باشد.